# 2019年維薩亞斯群島地震
2019年4月23日在菲律宾维萨亚斯群岛发生的6.4级地震。

## 地震
菲律宾火山和地震学研究所报告说，太平洋標準時間13:37发生了地震。震中位于撒马尔东部的圣朱利安，地震强度为六级。该研究所的初步报告报告称，地震的局部震级为6.2级，维萨亚斯地震是由菲律宾海沟的移动引起的。
有40人受伤，其中大部分是轻微的坠落物，震中附近有轻微的破坏。塔克洛班的莱特省国会大厦遭受了破坏，导致该省政府于2019年5月放弃了该大楼，打算将该大楼改为走进博物馆。